# Froidfond
Froidfond ist eine französische Gemeinde mit 2.128 Einwohnern (Stand 1. Januar 2022) im Département Vendée in der Region Pays de la Loire. Sie gehört zum Arrondissement Les Sables-d’Olonne und zum Kanton Challans. Die Einwohner werden Froidfondais genannt.

## Geographie
Froidfond liegt etwa 33 Kilometer nordwestlich von La Roche-sur-Yon. Umgeben wird Froidfond von den Nachbargemeinden La Garnache im Norden und Westen, Saint-Étienne-de-Mer-Morte im Nordosten, Touvois im Osten und Nordosten, Falleron im Osten und Südosten, Saint-Christophe-du-Ligneron im Süden und Südosten sowie Challans im Südwesten.

## Geschichte
In der Schlacht von La Chauvière besiegten am 28. Februar 1796 hier die republikanischen Truppen die Aufständischen der Vendée.

## Bevölkerungsentwicklung
| 1962                      | 1968 | 1975 | 1982 | 1990 | 1999 | 2006 | 2013 |
| ------------------------- | ---- | ---- | ---- | ---- | ---- | ---- | ---- |
| 796                       | 756  | 743  | 820  | 878  | 929  | 1204 | 1720 |
| Quelle: Cassini und INSEE |      |      |      |      |      |      |      |